# Геохронологія
Геохронологія (англ. Geochronology) — наука, яка визначає час утворення гірських порід, з яких складаються земні верстви. Розрізняють геохронологію відносну і абсолютну.
Геохронологія — вчення про вік, тривалість і послідовність формування гірських порід, що складають земну кору; визначення часу утворення гірських порід, з яких складаються земні верстви. Розрізняють геохронологію відносну та абсолютну (ядерну, ізотопну).
- Відносна геохронологія користується палеонтологічним методом і визначає відносний вік порід за скам'янілими органічними рештками фауни та флори, які збереглися в цих породах на основі принципу послідовності нашарувань. У результаті виявляють відносну послідовність і час виникнення одних гірських порід чи живих організмів щодо інших.

Відносний вік гірських порід визначають стратиграфічними та палеонтологічними методами. Стратиграфічні методи базуються на відносній послідовності утворення і залягання шарів земної кори. Палеонтологічні методи беруть до уваги викопні рештки організмів і послідовність їх еволюції.
- Абсолютна геохронологія встановлює час утворення гірських порід на основі визначення радіологічного віку їх за допомогою різних методів (калій-аргонового, рубідій-стронцієвого, уран-торій-свинцевого, гелієвого, вуглецевого, мономінеральних фракцій та ін.). За цими методами вік Землі становить приблизно 4–4,5 млрд років, вік найдавніших порід в Україні — 3,5 млрд років. Перші визначення абсолютного віку радіоактивних мінералів за накопиченням у них свинцю були виконані Б.Болтвудом в Канаді в 1907. На підставі геохронологічних досліджень розроблено геохронологічну шкалу. Найбільшими її підрозділами є криптозой, що поділяється на архей і протерозой та фанерозой. Останній поділяється на три ери — палеозойську, мезозойську і кайнозойську. Ери поділяються на періоди.

Абсолютна геохронологія встановлюється радіологічними методами. Вони полягають у визначенні співвідношення концентрацій у мінералі первинних радіоактивних ізотопів і продуктів їх розпаду. Швидкість розпаду радіоактивних ізотопів є постійною. Порівнюючи залишкову радіоактивність з природною, можна встановити час, протягом якого відбулася часткова втрата радіоактивності.
Існує декілька різних методів визначення абсолютного віку, наприклад, уран-торій-свинцевий, калій-аргоновий, радіовуглецевий та інші. Період напіврозпаду ізотопів, які використовуються в цих методах, різний (наприклад, для торію-232 — 13,9 мільярда років, урану-233 — 162 тисячі років, калію-40 — 1,31 мільярда років, вуглецю-14 = 5570 років). Тож, наприклад, орієнтуючись на вміст радіоактивних ізотопів вуглецю, можна досліджувати геохімічні та геофізичні події, що трапилися на Землі впродовж кількох десятків тисяч років, враховуючи вміст урану — протягом кількох сотень тисяч років, калію — мільйони, а торію — мільярди років.